# Velká mešita (Gaza)
Velká mešita v Gaze (al-Džami' al-Akbar bi-Ghazza) nebo Velká Omarova mešita (arabsky|المسجد العمري الكبير) je největší a nejstarší mešita v pásmu Gazy. Nachází se ve čtvrti Daraj v centru starého města Gaza na konci ulice Umar al-Mukhtar. Byla přestavěna z křesťanského chrámu.

## První chrám a mešita
První budovou  na tomto místě byl velký byzantský chrám, který v roce  406 našeho letopočtu dala postavit byzantská císařovna Aelia Eudocia, nebo císař Marcianus. Dowling se domníval, že císařovna dala na stavbu poslat  z Caesareje  sloupy synagógy. Kostel je vyznačen na Madabské mapě Svaté země ze 6. století. 
V prvních letech islámské vlády v  7. století byl byzantský kostel poprvé přestavěn na mešitu, a to generály voleného chalífy Omara ibn al-Chattába. Mešita je po něm stále alternativně pojmenována „al-Omari“,  protože se proslavil muslimským dobýváním Palestiny. 
V roce  985  během vlády Abbásovců, arabský geograf al-Muqaddasi napsal, že Velká mešita byla „krásná mešita.“ 5. prosince  1033 zemětřesení způsobilo zřícení osmibokého minaretu této mešity.

## Kostel templářů
Francouzští křižáci obsadili Gazu v roce 1150, kdy bylo horní město opuštěné. Protože neměli prostředky na obnovu zničené městské hradby, postavili na části pozemků malý opevněný hrad a jeho stráž svěřili řádu templářů, který udržel správu města až do roku 1187, kdy bylo dobyto Saladinem. Mezi lety 1150–1187 byl postaven kostel, který dnes tvoří jádro Velké mešity v Gaze. Nachází se v centru horního starého města, kde se v byzantské éře křižovaly dvě hlavní ulice Gazy.

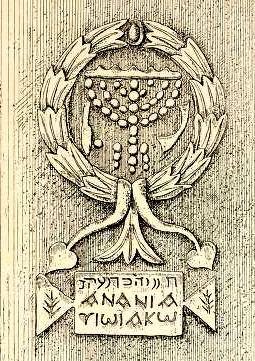
Reliéf nalezený roku 1870 ve Velké mešitě, jméno „Hanania syn Jacobův“.

Románský kostel měl tři lodi s valenými klenbami sklenutými na mramorové sloupy s korintskými hlavicemi, druhotně použitými z raně byzantských ruin. Byl dlouhý 32 metrů (bez apsidy) a 20 metrů široký. Střední loď byla široká 8,20 metru a boční lodě široké 5–5,15 metru. Portikus západního průčelí byl rámován sloupy z mramoru s převýšeným oculem.
Kostel byl postaven na místě staršího chrámu a mešity Druhotně byly užity mramorové články. Sloup ve střední lodi nepochybně pochází z monumentální synagogy a nesl reliéf představující menoru (sedmiramenný svícen) s dvojjazyčným nápisem hebrejsky a řecky z byzantského období, ryté jméno „Hanania syn Jacobův“]. Další mramorový sloup má stopy po použití jako kryt studny. Některé kamenné bloky nesou kamenické značky ve tvaru A, osmicípé hvězdy nebo ryby.
Komu byl tento kostel zasvěcen, není známo. Byl to farní kostel, nikoliv katedrála, protože Gaza v době křížových výprav nebyla sídlem latinského biskupství.

## Mešita mamlúků
Po obsazení Gazy Saladinem v roce 1187 a krátkém znovudobytí Richardem Lví srdce v roce 1192-1193 byl kostel přeměněn na mešitu. Hlavní přestavba proběhla v letech 1297 až 1329, zejména za guvernéra a stavitele Sanjara al-Jawliho, jak dokládají arabské nápisy připomínající provedenou práci. Střední apsida byla zničena a na jejím místě postaven minaret. Jižní boční loď byla prodloužena směrem k jihu na modlitebnu, obrácenou směrem k Mekce. Na severu bylo vybudováno nádvoří obklopené arkádami.
Mešita byla během osmanské éry pečlivě udržována a pravidelně obnovována. V roce 1663 dal Musa Paša, nástupce Huseina Paši přistavět mirhab modlitebny. Dokonce i v letech 1788-1789, kdy Gaza velmi upadala, dal místní guvernér Derwiš Hassan Paša, přestavět minaret a zrekonstruovat bazén.

## Velká mešita
Mešita velmi utrpěla při bojích během první světové války. Dne 17. dubna 1917 Angličané bombardovali Gazu bráněnou osmanskými a rakousko-uherskými jednotkami a Velká mešita byla těžce zasažena. Oficiální britská média tvrdila, že tam Osmané skladovali munici. Minaret byl pobořen a středověké klenby lodí se částečně zřítily.
Obnovu budovy provedla Nejvyšší muslimská rada Palestiny, které předsedal jeruzalémský mufti, Mohammed Amin al-Husseini. Minaret byl dostavěn do téměř identické podoby v roce 1924 a přistavěno mu další patro. Obnova byla dokončena roku 1928.

## Galerie

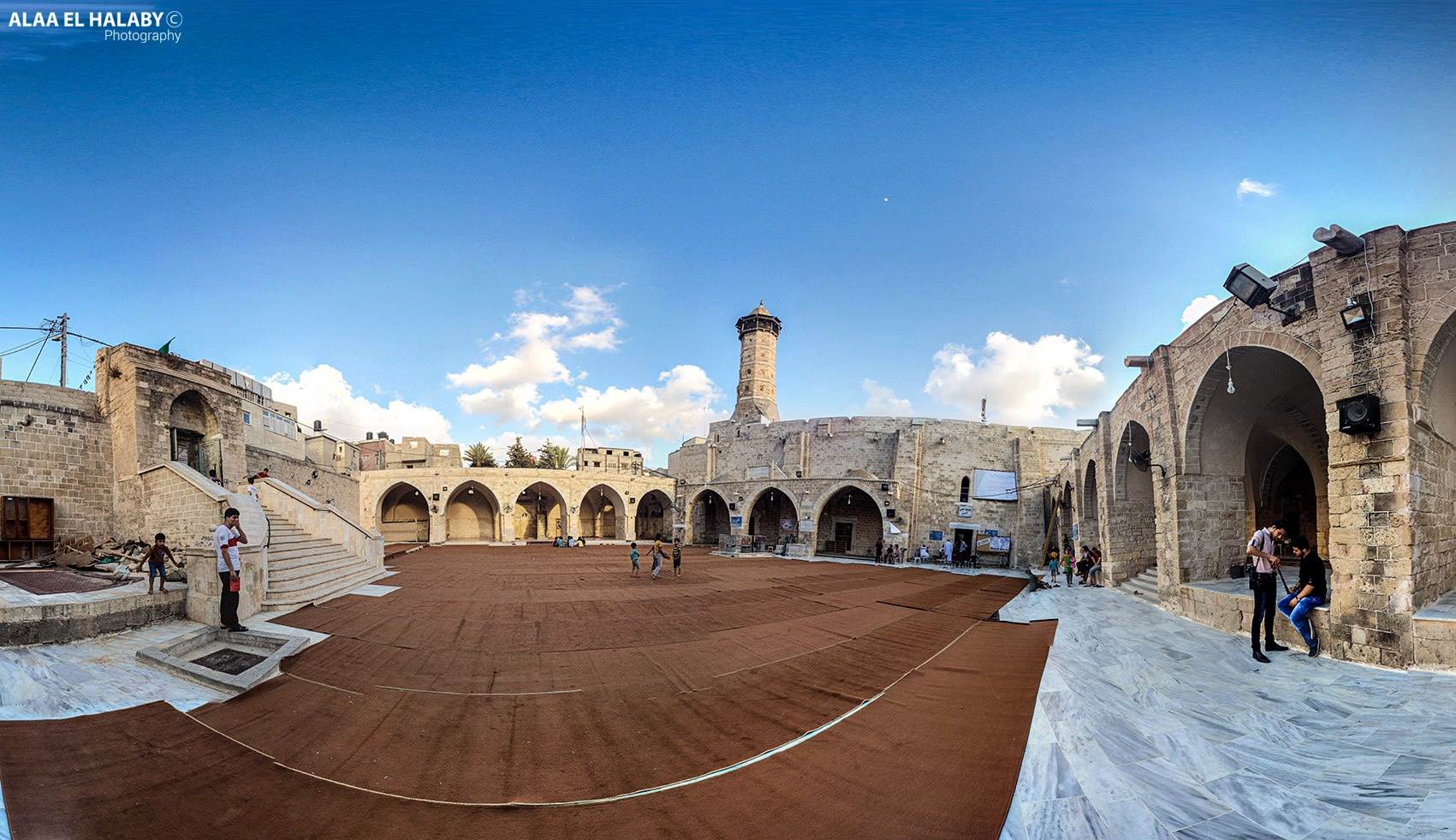
Nádvoří
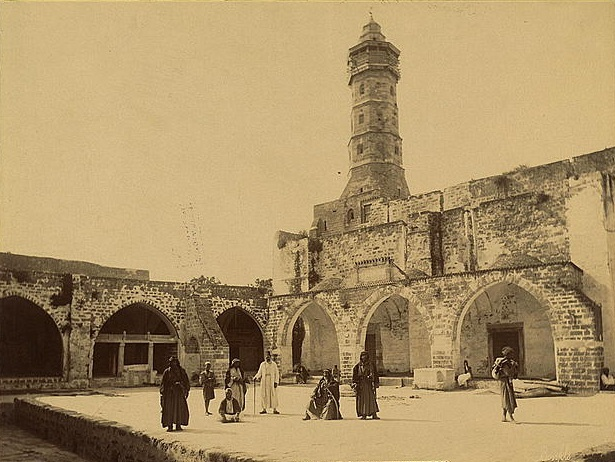
Arkádový dvůr (1867–1899)
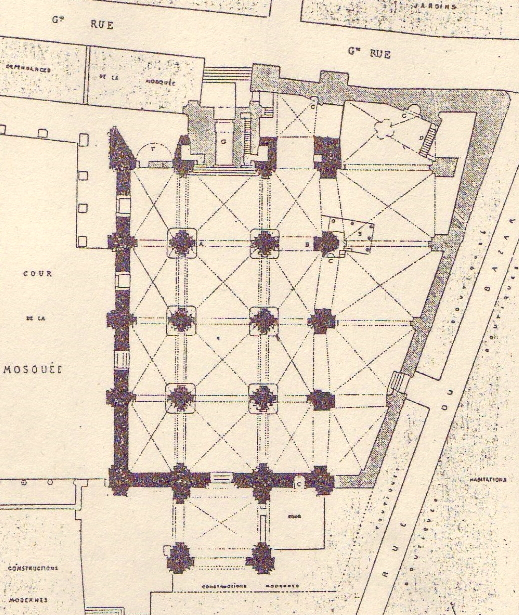
Půdorys mešity (1873)
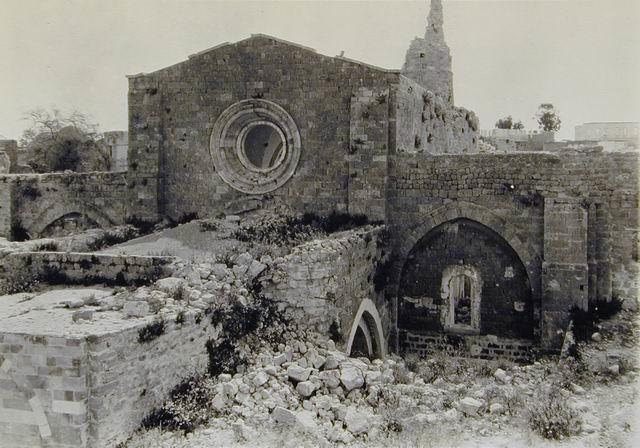
Západní průčelí po bombardování (1917)
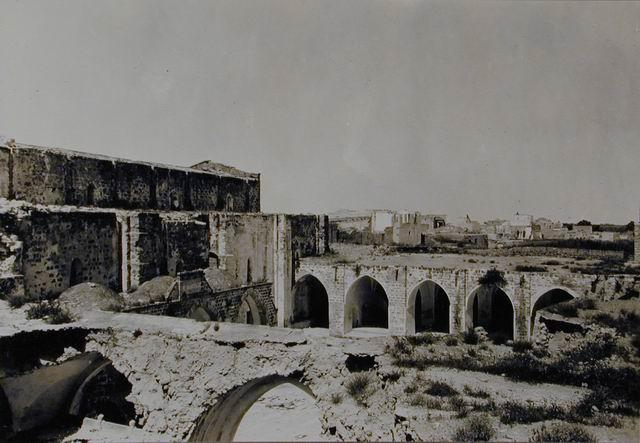
Stav před obnovou (1926)
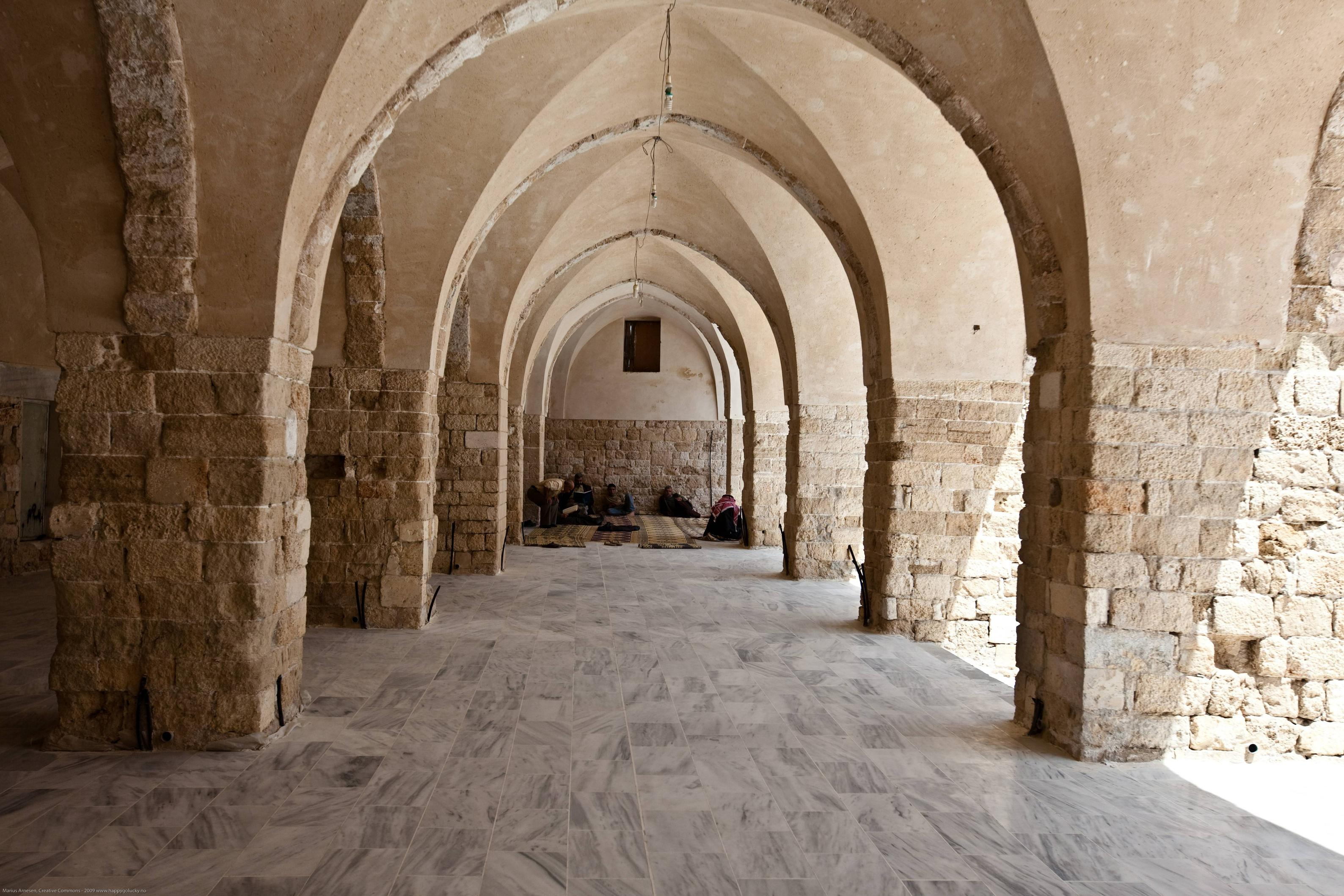
Arkádový sál (2009)